# Amity (Missouri)
Amity és una població dels Estats Units a l'estat de Missouri. Segons el cens del 2000 tenia 70 habitants.

## Demografia
Segons el cens del 2000, Amity tenia 70 habitants, 31 habitatges, i 23 famílies. La densitat de població era de 122,9 habitants per km².
Dels 31 habitatges en un 22,6% hi vivien nens de menys de 18 anys, en un 61,3% hi vivien parelles casades, en un 9,7% dones solteres, i en un 25,8% no eren unitats familiars. En el 25,8% dels habitatges hi vivien persones soles el 12,9% de les quals corresponia a persones de 65 anys o més que vivien soles. El nombre mitjà de persones vivint en cada habitatge era de 2,26 i el nombre mitjà de persones que vivien en cada família era de 2,65.
Per edats la població es repartia de la següent manera: un 21,4% tenia menys de 18 anys, un 8,6% entre 18 i 24, un 22,9% entre 25 i 44, un 24,3% de 45 a 60 i un 22,9% 65 anys o més.
L'edat mediana era de 42 anys. Per cada 100 dones de 18 o més anys hi havia 96,4 homes.
La renda mediana per habitatge era de 25.625 $ i la renda mediana per família de 28.333 $. Els homes tenien una renda mediana de 31.667 $ mentre que les dones 23.750 $. La renda per capita de la població era d'11.388 $. Entorn del 16,7% de les famílies i el 18,2% de la població estaven per davall del llindar de pobresa.

## Poblacions més properes
El següent diagrama mostra les poblacions més properes.